# Максимова Олена Олександрівна
Максимова Олена Олександрівна (1905—1986) — російська радянська кіноактриса. Заслужена артистка РРФСР (1958).

## Життєпис
Народилася 23 листопада 1905 р. в Москві. Закінчила студію (1921).
У кіно — з 1926 р. Знялася більш ніж у ста тридцяти кінофільмах, переважно грала ролі другого і третього плану, епізоди (фільми: «Баби рязанські» (1927), «Світле місто» (1928), «Тихий Дон» (1930, Дарина, головна роль), «Безприданниця» (1936), «Йшов солдат з фронту» (1939), «Тимур і його команда» (1940), «Сільський лікар» (1951, тітка Феня), «Чужа рідня» (1955), «Два капітани» (1956), «Висота» (1957, Берестова), «Тихий Дон» (1958, мати Кошового), «Пісня про Кольцова» (1959, мати Кольцова), «Одержимі» (1962), «Коротке літо в горах» (1963), «Зелений будинок» (1964), «Батько солдата» (1964), «Денні зірки» (1966), «Випадок з Полиніним» (1970), «Старі стіни», «Калина червона» (1973), «А у нас була тиша...» (1977), «Фотографії на стіні» (1978), «Карнавал» (1981, літня жінка в ломбарді), «Повернення резидента» (1982, сусідка Уткіна) та ін.).
Грала в українських стрічках: «Земля» (1930, Наталя, наречена Василя), «Аероград» (1935, вдова старовіра), «Циган» (1967, Лущилиха), «Будемо чекати, повертайся» (1981, т/ф, бабуся).
Померла 23 вересня 1986 р. в Москві.